# Thorp Arch
Thorp Arch är en by och en civil parish i Leeds i Storbritannien. Den ligger i grevskapet West Yorkshire och riksdelen England, i den centrala delen av landet, 280 km norr om huvudstaden London. Orten har 1 591 invånare (2011). Byn nämndes i Domedagsboken (Domesday Book) år 1086, och kallades då Torp.